# Comunità montana Val Pellice
La Comunità montana Val Pellice è stata una comunità montana sorta nel 1973 e che univa i comuni della val Pellice.

## Storia

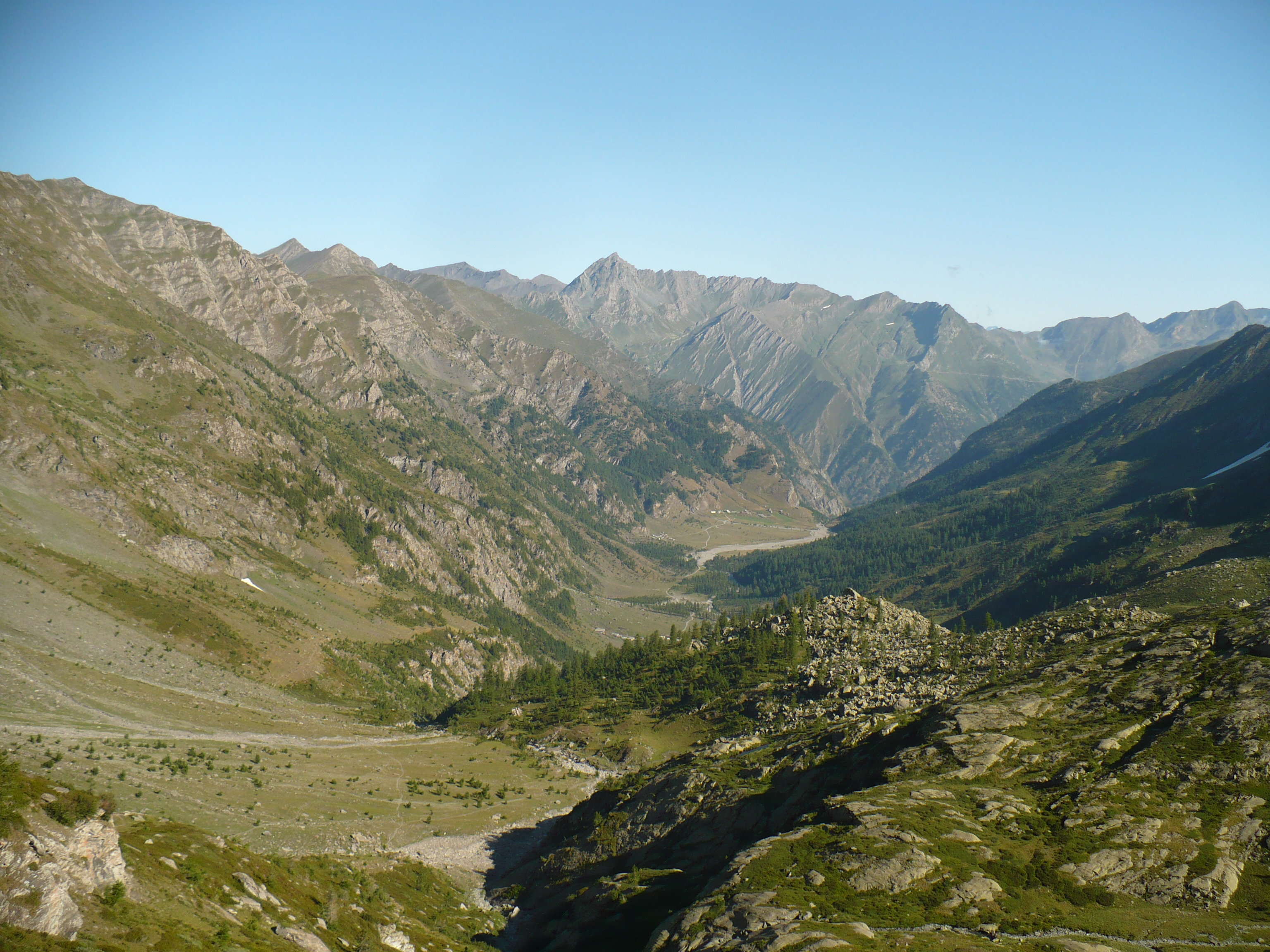
Alta valle (Conca del Prà)

Lo scopo principale dell'ente era quello di favorire lo sviluppo della valle nella salvaguardia del patrimonio ambientale e culturale proprio.
Negli anni ha sviluppato soprattutto le seguenti attività:
- salvaguardia degli alpeggi
- costruzione di piccole centrali idroelettriche
- sviluppo del turismo, compreso quello religioso

Il capoluogo della comunità montana era Torre Pellice.
Nel 2010 il suo territorio è entrato a far parte della nuova Comunità montana del Pinerolese.